# Ingalls Shipbuilding
Ingalls Shipbuilding — одна из крупнейших судостроительных компаний США. Расположена в Паскагуле, штат Миссисипи. Основана в 1938 году, с 2001 года принадлежит Northrop Grumman Ship Systems — части корпорации Northrop Grumman, занимающейся военным судостроением.
Компания — ведущий производитель кораблей и судов для ВМС США и является крупнейшей частной компанией в штате Миссисипи. На верфи компании в Паскагуле работает 10 900 рабочих и служащих.
президент американской компании Ingalls Shipbuilding Кари Уилкинсон объявил, о том, что компания получила многоцелевой контракт стоимостью 9,6 миллиарда долларов США на строительство трех десантных кораблей класса San Antonio и модификацию контракта на строительство крупнопалубного десантного корабля класса America для ВМС США. 

## История компании
В 1957 году компания выиграла контракт на постройку 12 ПЛАТ с ядерной энергетической установкой.
Litton Industries Corporation приобрела компанию Ingalls в 1961 году, и в 1968 году расширила и перенесла её подразделения на другой берег реки Миссисипи. Наибольшее число рабочих, занятых компанией, в 1977 году достигло 25 000 человек.
29 августа 2005 года компания серьёзно пострадала от урагана Катрина, но большинство строящихся кораблей избежало повреждений. Но из-за повреждений инфраструктуры на некоторое время деятельность судостроительной компании была приостановлена.
С конца 1980-х годов судостроительная верфь в Паскагуле занята в строительстве эсминцев УРО типа «Арли Бёрк».